# Яманої Томохіро
Яманої Томохіро (4 червня 1977) — японський плавець.
Призер Чемпіонату світу з водних видів спорту 2001 року.